# Home invasion
L'home invasion è un tema cinematografico spesso collegato al genere thriller, ma accostato frequentemente a molti altri generi, tra i quali il dramma, il poliziesco o l'horror (utilizzato, di rado, anche nel campo delle commedie, spesso nere). Questo sottogenere consiste, come suggerisce il nome, nell'invasione, da parte di uno o più criminali (i quali vi si possono insediare con la forza o, a volte, con l'inganno), di abitazioni occupate da coppie, famiglie o gruppi di persone, con le conseguenze del caso spiacevoli e non di rado tragiche (come torture o umiliazioni fisiche e psicologiche inflitte dai criminali agli sventurati inquilini o peggio ancora lo stupro o l'omicidio di uno o più degli occupanti delle abitazioni). I film appartenenti a questo sottogenere possono svolgersi per intero all'interno delle abitazioni oppure contenere solo una o più scene ambientate in una casa sottoposta ad occupazione.
Degli esempi di questo genere cinematografico di nicchia possono essere film storici come Arancia meccanica di Stanley Kubrick e Cane di paglia di Sam Peckinpah, classici come Mamma, ho perso l'aereo di Chris Columbus, ed alcuni più recenti come Funny Games e il suo remake del 2007, entrambi diretti da Michael Haneke, e Panic Room di David Fincher.
Più recentemente questo genere è stato caratterizzato da stilemi più tipici del cinema horror, tramite il dilatamento delle scene di suspense e l'utilizzo di jumpscare. Inoltre gli antagonisti tendono ad essere disumanizzati, venendo mascherati come nella tradizione dello slasher (distaccandosi però dal genere poiché spesso la maschera viene tolta davanti alle vittime, come a voler sottolineare la perversione umana di questi personaggi) ed assumendo movenze spettrali che difficilmente verrebbero ricollegate ad un uomo comune. Alcuni esempi di questo sottogenere dell'horror sono: Vacancy di Nimród Antal, The Strangers di Bryan Bertino, Hush - Il terrore del silenzio di Mike Flanagan, Us di Jordan Peele e L'uomo invisibile di Leigh Whannell, o ribaltando le parti ma mantenendo il concetto Man in the Dark di Fede Álvarez.